# Romain Frou
Pas d'image ? Cliquez ici

a Compétitions nationales et continentales officielles uniquement.

Dernière mise à jour le 5 février 2019.
Romain Frou, né le 3 janvier 1984 à Nantes, est un joueur français de rugby à XV évoluant au poste de pilier.

## Biographie
Issu d'une famille où la boxe était le sport roi, rien ne le prédestinait à jouer au rugby. Il commence le rugby à 16 ans dans le club de rugby de Saint-Sébastien Basse-Goulaine (RCSSBG) dans la banlieue nantaise. Il intègre dès l'année suivante, le club de la région le SNUC, désormais connu sous le nom de Stade nantais. Il fait ses armes dans les catégories jeunes jusqu'à intégrer  à 17 ans l'équipe senior, alors classée en fédérale 2.
Par la suite, il rejoint l'équipe Reichel du Montpellier HR. Il jouera son premier match professionnel en Top 14 contre le Stade français Paris en 2005 à 21 ans. Il signe son premier contrat professionnel au MHRC en 2007. Parallèlement, il sera vice-champion de France Espoirs en 2007, puis champion de France Espoirs l'année suivante en 2008.
En 2008, il intègre l'Atlantique stade rochelais, où il jouera la demi-finale d'accession perdue contre Albi en 2009, puis la montée en Top 14 en 2010 contre Lyon. Alors que La Rochelle redescend en Pro D2 l'année suivante en 2011, il signe un contrat en faveur du RC Toulon. Il devient vice-champion de France Top 14 et vice-champion d'Europe en Amlin Cup en 2012 avec le RCT. Il rejoint le Stade français en 2012, où il deviendra une nouvelle fois vice-champion d'Europe en 2013, puis participe à l'épopée de 2015 où le Stade français remporte le Top 14 et devient champion de France en 2015. Par la suite, il rejoint l'USON Nevers jusqu'en 2016 puis retourne dans son premier club en 2017 au Stade nantais.
À partir de 2018, il est entraîneur des espoirs du Stade nantais. En 2020, les effectifs de l'équipe espoirs et de l'équipe fanion sont fusionnés. Il devient alors entraîneur des avants de l'équipe de Fédérale 3.

## Carrière

### En club
Le parcours professionnel de Romain Frou est le suivant, :
- 2005-2008 : Montpellier HR (Top 14)
- 2008-2011 : Stade rochelais (Pro D2) puis (Top 14)
- 2011-2012 : RC Toulon (Top 14)
- 2012-2015 : Stade français  (Top 14)
- 2015-2016 : USO Nevers (Fédérale 1)
- 2016-2017 : Stade nantais (Fédérale 1)

## Palmarès

### En club
- Avec le Montpellier HR :
  - Vice-champion de France Espoirs 2007[6].
  - Champion de France Espoirs 2008.

- Avec le Stade rochelais :
  - Vainqueur de la finale d'accession de Pro D2 : 2010.

- Avec le Rugby club toulonnais :
  - Vice-champion d'Europe Amlin 2012.
  - Vice-champion de France Top 14 2012.

- Avec le Stade français :
  - Vice-champion d'Europe Amlin 2013.
  - Champion de France Top 14 2015.